# Haarlemse Honkbalweek 2010
De Haarlemse Honkbalweek 2010 was een honkbaltoernooi dat werd gehouden in het Pim Mulier stadion in Haarlem van 11 juli tot en met 18 juli 2010. Het was de 25e editie.
Nederland was al zeker van de toernooizege nadat het de eerste zeven wedstrijden had gewonnen. In die zevende wedstrijd, tegen Japan, was een verlenging nodig. In de 10e inning sloeg Danny Rombley met een driehonkslag twee lopers binnen waardoor de wedstrijd met 10-9 werd gewonnen. De afsluitende wedstrijd ging met 12-5 verloren tegen Cuba, dat tweede werd.

## Deelnemers
- Chinees Taipei (9e deelname)
- Cuba (12e deelname)
- Japan (11e deelname) (vertegenwoordigd door een all-star team van de Keiji University Baseball League[1])
- Nederland (gastland)
- Verenigde Staten (titelverdediger, 5e deelname, vertegenwoordigd door een all-star team van de National Junior College Athletic Association[2])

Venezuela zou ook aan het toernooi deelnemen maar moest op het laatste moment afzeggen. Aansluitend aan de Honkbalweek zou het meedoen aan een toernooi in Puerto Rico, maar het team kreeg geen visa voor dat land. Hierop besloot het team ook niet naar Haarlem af te reizen.
Door het afzeggen van Venezuela toen het toernooi al aan de gang was, is besloten om de toernooiopzet te wijzigen. Hierdoor speelt elk land twee keer tegen elkaar en is er geen afsluitende finale.

## Wedstrijdprogramma
| 09-07-2010 | Verenigde Staten | Chinees Taipei   | 3  | 1  |
| 09-07-2010 | Cuba             | Japan            | 6  | 0  |
| 10-07-2010 | Verenigde Staten | Japan            | 2  | 4  |
| 10-07-2010 | Nederland        | Chinees Taipei   | 1  | 0  |
| 11-07-2010 | Verenigde Staten | Cuba             | 4  | 7  |
| 11-07-2010 | Japan            | Nederland        | 0  | 5  |
| 12-07-2010 | Chinees Taipei   | Cuba             | 6  | 9  |
| 12-07-2010 | Nederland        | Verenigde Staten | 4  | 1  |
| 13-07-2010 | Chinees Taipei   | Japan            | 3  | 1  |
| 13-07-2010 | Nederland        | Cuba             | 10 | 0  |
| 14-07-2010 | Japan            | Cuba             | 4  | 2  |
| 15-07-2010 | Cuba             | Chinees Taipei   | 3  | 2  |
| 15-07-2010 | Verenigde Staten | Nederland        | 4  | 12 |
| 16-07-2010 | Japan            | Chinees Taipei   | 2  | 5  |
| 16-07-2010 | Cuba             | Verenigde Staten | 4  | 3  |
| 16-07-2010 | Chinees Taipei   | Nederland        | 0  | 5  |
| 17-07-2010 | Chinees Taipei   | Verenigde Staten | 5  | 7  |
| 17-07-2010 | Nederland        | Japan            | 10 | 9  |
| 18-07-2010 | Japan            | Verenigde Staten | 16 | 6  |
| 18-07-2010 | Cuba             | Nederland        | 12 | 5  |

## Eindstand
| nr. | team             | punten |
| --- | ---------------- | ------ |
| 1.  | Nederland        | 14     |
| 2.  | Cuba             | 12     |
| 3.  | Japan            | 6      |
| 4.  | Verenigde Staten | 4      |
| 5.  | Chinees Taipei   | 4      |

| Kampioen: NEDERLAND (3e titel) |

## Persoonlijke prijzen
- Beste slagman: Hsiao Po Ting (Chinees Taipei)
- Beste pitcher: Diegomar Markwell (Nederland)
- Press Award: David Bergman (Nederland)
- Homerun King: Jared Womack (Verenigde Staten)
- Meest waardevolle speler: Danny Rombley (Nederland) mede vanwege de winnende triple
- Meest populaire speler: Mitsuo Takahasi (Japan) vanwege zijn geweldige submarines
- Beste verdedigende speler: Koki Uchiyama (Japan)

1e in 1961 · 2e in 1963 · 3e in 1966 · 4e in 1968 · 5e in 1969 · 6e in 1971 · 7e in 1972 · 8e in 1974 · 9e in 1976 · 10e in 1978 · 11e in 1980 · 12e in 1982 · 13e in 1984 · 14e in 1988 · 15e in 1990 · 16e in 1992 · 17e in 1994 · 18e in 1996 · 19e in 1998 · 20e in 2000 · 21e in 2002 · 22e in 2004 · 23e in 2006 · 24e in 2008 · 25e in 2010 · 26e in 2012 · 27e in 2014 · 28e in 2016 · 29e in 2018